# Glogovac (kommunhuvudort)
Glogovac (albanska: Drenas, serbiska: Глоговац, albanska: Gllogoc, Gllogovc, Gllogofc, Gllogoci, Drenasi) är en kommunhuvudort i Kosovo. Den ligger i den norra delen av landet, 23 km väster om huvudstaden Priština. Glogovac ligger 584 meter över havet och antalet invånare är 58 579.
Terrängen runt Glogovac är kuperad åt sydost, men åt nordväst är den platt. Glogovac ligger nere i en dal. Runt Glogovac är det ganska tätbefolkat, med 222 invånare per kvadratkilometer. Glogovac är det största samhället i trakten. Trakten runt Glogovac består till största delen av jordbruksmark.